# Органи СНД
Вищим органом Співдружності Незалежних Держав є Рада глав держав СНД, у якій представлені всі держави-члени і яка обговорює і вирішує принципові питання, пов'язані з діяльністю організації. Рада глав держав збирається на засідання двічі на рік. Рада глав урядів СНД координує співпрацю органів виконавчої влади держав-членів в економічній, соціальній та інших областях спільних інтересів. Збирається чотири рази на рік. Всі рішення як в Раді глав держав, так і в Раді глав урядів, приймаються на основі консенсусу. Глави двох цих органів СНД головують по черзі в порядку російського алфавіту назв держав-членів Співдружності.

## Список органів СНД
- Антитерористичний центр держав - учасниць СНД
- Бюро по координації боротьби з організованою злочинністю та іншими небезпечними видами злочинів на території держав - учасниць СНД
- Виконавчий комітет СНД
- Комісія держав - учасниць СНД з використання атомної енергії в мирних цілях
- Комітет у справах воїнів-інтернаціоналістів при Раді глав урядів держав - учасниць Співдружності
- Консультативний комітет керівників правових служб міністерств закордонних справ держав - учасниць СНД
- Консультативна рада з підтримки і розвитку малого підприємництва в державах - учасницях СНД
- Консультативна Рада з праці, міграції та соціального захисту населення держав - учасниць СНД
- Консультативна рада керівників державних архівних служб держав - учасниць СНД
- Консультативна рада керівників органів державної (виконавчої) влади, що здійснюють управління державними матеріальними резервами в державах - учасницях СНД
- Координаційна транспортна нарада СНД
- Координаційна рада генеральних прокурорів держав - учасниць СНД
- Координаційна рада держав - учасниць СНД з інформатизації
- Координаційна рада Міжнародного союзу "Співдружність громадських організацій ветеранів (пенсіонерів) незалежних держав"
- Координаційна Рада Міжурядового фельд'єгерського зв'язку
- Координаційна рада з бухгалтерського обліку при Виконавчому комітеті СНД
- Координаційна рада керівників податкових служб держав - учасниць СНД
- Координаційна рада керівників органів податкових (фінансових) розслідувань держав - учасниць СНД
- Лізингова конфедерація (союз) СНД
- Міждержавна телерадіокомпанія "Мир"
- Міждержавний банк
- Міждержавний валютний комітет
- Міждержавна Координаційна Рада МТРК "Мир"
- Міждержавна координаційна рада з науково-технічної інформації
- Міждержавна координаційна рада керівників органів страхового нагляду держав - учасниць СНД
- Міждержавна рада "Радіонавігація"
- Міждержавна рада з антимонопольної політики
- Міждержавна рада з питань охорони промислової власності
- Міждержавна рада з виставково-ярмаркової та конгресної діяльності СНД
- Міждержавна рада з геодезії, картографії, кадастру та дистанційного зондування Землі
- Міждержавна рада з гідрометеорології СНД
- Міждержавна рада з космосу
- Міждержавна рада з промислової безпеки
- Міждержавна рада зі співробітництва в науково-технічній та інноваційній сферах
- Міждержавна рада зі співробітництва в області періодичної преси, книговидання, книгорозповсюдження та поліграфії
- Міждержавна рада зі стандартизації, метрології та сертифікації
- Міждержавна рада з надзвичайних ситуацій природного і техногенного характеру
- Міждержавна рада керівників вищих органів фінансового контролю держав - учасниць СНД
- Міждержавна рада керівників центральних органів виконавчої влади щодо співпраці в галузі машинобудування
- Міждержавний статистичний комітет СНД
- Міждержавний фонд гуманітарної співпраці держав - учасниць СНД
- Міждержавна екологічна рада
- Міжнародна академія виноградарства і виноробства
- Міжнародна асоціація бірж країн СНД (МАБ СНД)
- Міжнародний агропромисловий союз (Союзагро)
- Міжнародний союз громадських об'єднань "Союз добровільних товариств сприяння армії, авіації і флоту СНД"
- Міжпарламентська асамблея держав - учасниць СНД
- Міжурядова координаційна рада з питань насінництва СНД
- Міжурядова рада шляховиків
- Міжурядова рада з питань агропромислового комплексу СНД
- Міжурядова рада з лісопромислового комплексу та лісового господарства
- Міжурядова рада з нафти і газу
- Міжурядова рада з розвідки, використання та охорони надр
- Міжурядова рада зі співробітництва в галузі ветеринарії
- Міжурядова рада зі співробітництва в галузі хімії і нафтохімії
- Міжурядова рада зі співробітництва в будівельній діяльності
- Регіональна співдружність в галузі зв'язку
- Секція з міжбібліотечномго абонемента держав - учасниць СНД
- Рада глав держав СНД
- Рада глав урядів СНД
- Рада командуючих Прикордонними військами
- Рада міністрів внутрішніх справ держав - учасниць СНД
- Рада міністрів закордонних справ СНД
- Рада міністрів оборони СНД
- Рада міністрів юстиції держав - учасниць СНД
- Рада з авіації та використання повітряного простору
- Рада з гуманітарного співробітництва держав - учасниць СНД
- Рада у справах молоді держав - учасниць СНД
- Рада із залізничного транспорту держав - учасниць Співдружності
- Рада з культурного співробітництва держав - учасниць СНД
- Рада з питань міжрегіонального і прикордонного співробітництва держав - учасниць СНД
- Рада зі співробітництва в галузі охорони здоров'я СНД
- Рада зі співробітництва в галузі освіти держав - учасниць СНД
- Рада з туризму держав - учасниць Угоди про співробітництво в галузі туризму
- Рада з питань фізичної культури і спорту учасниць Угоди про співробітництво в галузі фізичної культури і спорту держав - учасниць СНД
- Рада постійних повноважних представників держав - учасниць Співдружності при статутних та інших органах Співдружності
- Рада голів вищих арбітражних, господарських, економічних та інших судів, які вирішують спори в сфері економіки
- Рада керівників державних і громадських телерадіоорганізацій держав - учасниць СНД
- Рада керівників державних інформаційних агентств СНД (Інформсовет)
- Рада керівників державних органів з регулювання ринків цінних паперів держав - учасниць СНД
- Рада керівників міграційних органів держав - учасниць СНД
- Рада керівників органів безпеки і спеціальних служб держав - учасниць СНД
- Рада керівників статистичних служб держав - учасниць Співдружності
- Рада керівників митних служб держав - учасниць Співдружності
- Рада керівників торгово-промислових палат держав - учасниць СНД
- Спільна комісія держав - учасниць Угоди про співробітництво держав - учасниць СНД в боротьбі з незаконною міграцією від 6 березня 1998 року
- Спільна консультативна комісія з питань роззброєння
- Спільна робоча комісія держав - учасниць Угоди про співробітництво по припиненню правопорушень у сфері інтелектуальної власності
- Економічна рада СНД
- Економічний Суд СНД
- Електроенергетична Рада СНД